# Bolivia
Bolivia, quốc hiệu là Nhà nước Đa dân tộc Bolivia, là một quốc gia nội lục ở trung tâm Nam Mỹ, giáp Brasil ở phía bắc và phía đông, Paraguay và Argentina ở phía nam, Chile và Peru ở phía tây.

## Lịch sử

### Thời kỳ thuộc địa
Lãnh thổ hiện là Bolivia từng được gọi là "Thượng Peru" hay "Charcas" và nằm dưới quyền cai quản của Phó vương Lima. Chính phủ địa phương thuộc Audiencia de Charcas lỵ sở tại Chuquisaca (La Plata — Sucre hiện đại). Bolivia là nơi xuất xứ quặng mỏ bạc làm giàu có cho Đế chế Tây Ban Nha với nguồn nhân công thổ dân phục dịch đều đặn. Khi triều đình Tây Ban Nha suy yếu trong những cuộc chiến tranh Napoleon, tinh thần độc lập chống chế độ thuộc địa trỗi dậy.

### Nền cộng hoà và bất ổn kinh tế (1809)
Phong trào độc lập manh nha từ năm 1809, nhưng phải sau 16 năm chiến tranh nền cộng hòa mới khai sinh ngày 6 tháng 8 năm 1825 (xem Chiến tranh giành độc lập Bolivia). Quốc hiệu cho quốc gia mới là "Bolivia" để vinh danh nhà cách mạng Simón Bolívar, người đã có công phá bỏ nền cai trị của triều đình Tây Ban Nha ở Nam Mỹ châu.
Năm 1836, Bolivia do Thống chế Andres de Santa Cruz lãnh đạo xua quân xâm lăng Peru hầu đưa Luis Orbegoso lên làm tổng thống. Orbegoso trước đó đã làm tổng thống Peru nhưng bị phe đối lập truất phế. Qua năm sau 1837 Peru chính thức nhập với Bolivia làm một nước thống nhất với tên là Confederación Perú-Boliviana. Santa Cruz thăng lên làm Giám quốc Tối cao (Supremo Protector de la Confederación). Các nước Anh và Pháp đều công nhận hiệp quốc mới nhưng lân bang là Chile không nhìn nhận chính thể của Santa Cruz và đem quân tấn công  vượt biên giới. Chile tuyên chiến ngày 28 tháng 12 năm 1836. Đồng minh của Chile là Argentina theo sau, khai chiến ngày 9 tháng 5 năm 1837. Santa Cruz tự cầm quân đánh lui được cả hai. Argentina và Chile đều thua. Sau trận Paucarpata gần Arequipa, Chile phải ký Hòa ước Paucarpata trong đó có những điều khoản như
1. Quân Chile triệt thoái khỏi lãnh thổ Peru-Bolivia
2. Chile hoàn lại các chiến lợi phẩm như tàu thuyền bắt được trong cuộc chiến
3. tái lập mậu dịch giữa hai bên

Ngược lại Hiệp quốc Peru-Bolivia sẽ hoàn trả khoản nợ cũ của Peru cho Chile.
Tình hình tưởng như xong nhưng công luân ở Chile lấy làm bất bình đòi xé hiệp ước. Chile lại lâm chiến kéo quân sang đánh Peru-Bolivia lần nữa. Trong trận Yungay Santa Cruz đại bại, phải trốn sang Ecuador năm 1939. Liên minh Peru-Bolivia cũng tan vỡ. Peru và Boliva trở lại thành hai nước độc lập.
Bên Peru thì Tướng Gamarra lên làm tổng thống có tham vọng dựng lại thể chế cũ gom hai nước Peru và Bolivia về làm một nên mở cuộc xâm lăng Bolivia. trong trận Ingaví ngày 20 tháng 11 năm 1841, Gamarra tử trận. Quân Peru thua to còn quân Bolivia dưới sự chỉ huy của tướng José Ballivián lại mở cuộc phản công chiếm được hải cảng Arica buộc Peru phải cầu hòa. Hai bên ký kết hòa ước năm 1842, chính thức đình chiến.
Vì một giai đoạn bất ổn chính trị và kinh tế đầu thế kỷ mười chín, sự yếu kém của Bolivia đã được thể hiện trong cuộc Chiến tranh (1879–83), trong đó họ mất lối ra biển, và các mỏ nitrat giàu có, cùng cảng Antofagasta, cho Chile. Từ khi độc lập, Bolivia đã mất một nửa lãnh thổ cho các quốc gia láng giềng vì những cuộc chiến. Bolivia cũng mất Bang Acre (được đặt tên như vậy vì đây là nơi sản xuất cao su) khi Brazil thuyết phục bang này ly khai khỏi Bolivia năm 1903 (xem Hiệp ước Petrópolis).
Sự tăng giá bạc trên thế giới đã mang lại cho Bolivia một sự ổn định chính trị và thịnh vượng đáng kể trong những năm 1800. Đầu thế kỷ mười chín, thiếc đã thay thế bạc trở thành nguồn tài nguyên mang lại sự thịnh vượng cho nước này. Các chính sách tự do tư bản và sự chuyển tiếp chính phủ với quyền quản lý kinh tế, chính trị trong tay tầng lớp ưu tú tiếp tục kéo dài trong ba mươi năm đầu thế kỷ hai mươi.
Đời sống của người dân bản xứ, chiếm đa phần dân cư, vẫn còn tệ hại. Họ buộc phải làm việc dưới những điều kiện cổ lỗ tại các khu mỏ rộng lớn hầu như vẫn trong tình trạng phong kiến, họ bị cấm tiếp cận giáo dục, cơ hội kinh tế, hay tham gia vào hoạt động chính trị. Sự thất bại của Bolivia trong Chiến tranh Chaco (1932–35) với Paraguay đã đánh dấu một bước ngoặt.

### Sự nổi lên của Phong trào Cách mạng Quốc gia (1951)
Phong trào Cách mạng Quốc gia (MNR) đã nổi lên với tư cách một đảng được ủng hộ rộng khắp đất nước, MNR đã lãnh đạo thành công cuộc cách mạng năm 1952. Ở thời Tổng thống Víctor Paz Estenssoro, Phong trào Cách mạng Quốc gia, dưới sức ép mạnh mẽ của công luận, đã đưa quyền Phổ thông đầu phiếu vào cương lĩnh chính trị của ông, và tiến hành một chiến dịch cải cách ruộng đất sâu rộng, thúc đẩy giáo dục nông thôn và quốc hữu hóa những mỏ thiếc lớn nhất của quốc gia.
Hai mươi năm cầm quyền với tình trạng hỗn loạn khiến MNR bị chia rẽ. Năm 1964, một hội đồng quân sự đã lật đổ Tổng thống Paz Estenssoro khi ông này bắt đầu nhiệm kỳ thứ ba của mình. Cái chết năm 1969 của Tổng thống René Barrientos Ortuño, một cựu thành viên của hội đồng quân sự và được bầu làm Tổng thống năm 1966, đã dẫn tới sự tiếp nối của một loạt chính phủ yếu kém. Nhận thấy tình hình mất trật tự công cộng và sự nổi lên của Hội đồng Nhân dân, quân đội, MNR và các tổ chức khác đã đưa Đại tá (sau này là tướng) Hugo Banzer Suárez lên làm tổng thống năm 1971. Banzer cầm quyền với sự ủng hộ của MNR từ năm 1971 tới năm 1974. Sau đó, không thể kiên nhẫn với tình trạng chia rẽ trong liên minh, ông đã thay thế các quan chức dân sự bằng những thành viên trong các lực lượng vũ trang và đình chỉ các hoạt động chính trị. Nền kinh tế đã có bước tăng trưởng ấn tượng trong hầu hết thời kỳ cầm quyền của Banzer, nhưng những vụ vi phạm nhân quyền và cuối cùng là những cuộc khủng hoảng thuế khóa khiến sự ủng hộ ông suy giảm. Ông buộc phải tổ chức bầu cử năm 1978, và Bolivia một lần nữa lại rơi vào thời kỳ bất ổn chính trị.

### Các chính phủ quân sự: García Meza và Siles Zuazo (1978)
Những cuộc bầu cử năm 1979 và 1981 không có kết quả cuối cùng và bị ảnh hưởng bởi những mánh khóe gian lận. Các cuộc đảo chính, phản đảo chính và các chính phủ lâm thời thay nhau xuất hiện. Năm 1980, Tướng Luis García Meza Tejada đã tiến hành một cuộc đảo chính vũ lực và không khoan nhượng không được lòng dân. Ông tìm cách lấy lòng họ bằng cách hứa hẹn chỉ nắm quyền lực trong vòng một năm. (Cuối năm, ông tiến hành một chiến dịch tuyên truyền trên TV để tự nhận mình đang được lòng dân, và tuyên bố: "Bueno, me quedo," hay, "Được rồi; Tôi sẽ ở lại [chức vụ]." Ông đã bị hạ bệ chỉ một thời gian ngắn sau đó.) Chính phủ của ông nổi tiếng về thành tích vi phạm nhân quyền, buôn lậu ma tuý, và quản lý kinh tế kém; trong thời tổng thống của ông tình hình lạm phát bắt đầu trở nên tồi tệ và sẽ gây ảnh hưởng nặng nề tới nền kinh tế Bolivia sau đó. Sau khi bị kết án vắng mặt vì các tội ác gồm cả giết người, García Meza đã bị dẫn độ từ Brazil và bắt đầu thụ án tù 30 năm năm 1995.
Sau một cuộc nổi dậy quân sự buộc García Meza ra đi năm 1981, ba chính phủ quân sự khác tiếp nối trong vòng mười bốn tháng phải đối đầu với nhiều vấn đề ngày càng gay gắt tại Bolivia. Tình trạng bất ổn buộc quân đội phải triệu tập Nghị viện đã được bầu năm 1980 và cho phép họ lựa chọn một lãnh đạo hành pháp mới. Tháng 10 năm 1982, hai mươi hai năm sau khi chấm dứt nhiệm kỳ đầu tiên của mình (1956-60), Hernán Siles Zuazo một lần nữa được bầu làm Tổng thống.

### Sánchez de Lozada và Banzer: Tự do hoá kinh tế (1993-2001)
Sánchez de Lozada theo đổi một chương trình cải cách kinh tế xã hội đầy tham vọng. Thay đổi quyết liệt nhất do chính phủ Sánchez de Lozada đề xướng là chương trình "tư bản hoá", theo đó các nhà đầu tư, chủ yếu là từ nước ngoài, được quyền sở hữu và điều khiển 50% doanh nghiệp công cộng như tập đoàn dầu mỏ quốc gia, hệ thống viễn thông, các công ty hàng không, đường sắt, và các cơ sở điện lực để đổi lấy nguồn vốn đầu tư của họ. Những cuộc cải cách và việc cơ cấu lại nền kinh tế bị một số thành phần trong xã hội phản đối mạnh mẽ, họ xúi giục các cuộc phản kháng, một đôi khi là phản kháng bạo lực, đặc biệt tại La Paz và vùng trồng cây coca Chapare, từ năm 1994 đến năm 1996. Chính phủ Sánchez de Lozada theo đuổi chính sách cung cấp bồi thường tiền mặt cho những người tự nguyện phá bỏ cây thuốc phiện trồng bất hợp pháp tại vùng Chapare. Chính sách này không khiến lượng sản xuất coca sút giảm nhiều, và vào giữa thập niên 1990 Bolivia chiếm một phần ba lượng canh tác coca để chế biến thành cocaine của thế giới.
Trong thời gian này, tổ chức lao động của Bolivia, Central Obrera Boliviana (COB), ngày càng cho thấy sự bất lực trong việc đối đầu hiệu quả với thách thức từ chính sách của chính phủ. Một cuộc đình công của các giáo viên xảy ra năm 1995 và thất bại bởi COB không thể tổ chức sự ủng hộ từ phía các thành viên của mình, gồm cả các công nhân nhà máy và công nhân xây dựng. Nhà nước cũng sử dụng thiết quân luật làm vũ khí hạn chế tối đa ảnh hưởng của cuộc đình công này. Các giáo viên nằm dưới sự lãnh đạo của những người Trotskyist, và được coi là thành phần mang tính chiến đấu cao nhất trong COB. Thất bại của họ là cú đánh mạnh vào COB. Danh tiếng của COB cũng sụt giảm vì những vụ scandal tham nhũng và tranh giành nội bộ trong năm 1996.
Trong cuộc bầu cử năm 1997, Tướng Hugo Banzer, lãnh đạo phe Quốc gia Hành động Dân chủ (DNA), và cũng là nhà cựu độc tài giai đoạn (1971-1978), thắng 22% số phiếu bầu, trong khi ứng cử viên của MNR chiếm 18%. Tướng Banzer thành lập một liên minh với các đảng DNA, MIR, UCS, và CONDEPA để chiếm đa số ghế trong Nghị viện Bolivia. Nghị viện bầu ông làm tổng thống và ông ta tuyên thệ nhậm chức ngày 6 tháng 8 năm 1997. Trong chiến dịch tranh cử, Tướng Banzer đã hứa hẹn ngừng cuộc tư nhân hóa công ty dầu khí nhà nước, YPFB. Dù với vị thế yếu ớt trong cuộc đối mặt với các tập đoàn quốc tế, hành động này của Bolivia dường như không thể xảy ra.
Chính phủ Banzer về cơ bản vẫn tiếp tục các chính sách tự do hóa thị trường và tư nhân hóa của chính phủ tiền nhiệm, và đã đạt được mức độ tăng trưởng kinh tế khá từ giữa thập niên 1990 cho tới ba năm đầu cầm quyền. Sau đó, những yếu tố vùng, quốc tế và trong nước đã góp phần làm kinh tế sút giảm. Các cuộc khủng hoảng tài chính tại Argentina và Brazil, giá xuất khẩu hàng hóa trên thế giới giảm sút, và lượng nhân công làm việc trong khu vực trồng cấy bất hợp pháp cây coca cũng giảm khiến nền kinh tế Bolivia suy thoái. Trong lĩnh vực công cộng, một lượng lớn đầu tư cũng mất mát do tình trạng tham nhũng. Các yếu tố đó khiến những cuộc phản kháng xã hội ở nửa sau nhiệm kỳ chính phủ Banzer không ngừng gia tăng.
Cuối nhiệm kỳ của mình, Tổng thống Banzer đưa ra chính sách sử dụng các đơn vị cảnh sát đặc biệt để trừ tiệt tình trạng trồng bất hợp pháp coca tại vùng Chapare. Chính sách này đã thành công trong việc làm sút giảm đột ngột và mạnh mẽ kéo dài bốn năm trong sản lượng trồng cấy coca tại Bolivia, tới mức nước này không còn là một nhà cung cấp cây coca để chiết xuất heroine lớn nữa. Những người thất nghiệp trong ngành trồng cấy đổ vào thành phố, đặc biệt tại El Alto, khu ổ chuột cạnh La Paz. Đảng MIR của Jaime Paz Zamora tiếp tục hợp tác với liên minh trong suốt thời gian cầm quyền của chính phủ Banzer, ủng hộ chính sách này (được gọi là Kế hoạch Phẩm giá).
Ngày 6 tháng 8 năm 2001, Banzer từ chức sau khi được chẩn đoán ung thư. Ông chết chưa đầy một năm sau đó. Vị phó tổng thống của Banzer, người từng được đào tạo tại Mỹ, Jorge Fernando Quiroga Ramírez, lên làm tổng thống nốt năm đó.

### Cuộc bầu cử năm 2002
Hiến pháp Bolivia đã cấm Quiroga chạy đua vào các chức vụ nhà nước năm 2002.
Trong cuộc bầu cử quốc gia tháng 6 năm 2002, cựu Tổng thống Gonzalo Sánchez de Lozada (MNR) về đầu với 22.5% số phiếu bầu, tiếp sau là người ủng hộ việc trồng cây coca và là lãnh đạo của những người nông dân bản xứ Evo Morales (Phong trào hướng tới Chủ nghĩa xã hội, MAS) với 20.9%. Morales chiến thắng ứng cử viên theo chủ nghĩa dân tuý Manfred Reyes Villa thuộc Lực lượng Cộng hòa Mới (NFR) với chỉ 700 phiếu bầu trên toàn quốc, kiếm được một vị trí trong cuộc chạy đua nghị viện với Sánchez de Lozada ngày 4 tháng 8 năm 2002.
Một thỏa thuận vào tháng 7 giữa MNR và đảng MIR ở vị trí thứ tư, một lần nữa nằm dưới sự lãnh đạo của cựu tổng thống Paz Zamora, rõ ràng đã đảm bảo vị trí của Sánchez de Lozada trong cuộc tranh cử nghị viện, và vào ngày 6 tháng 8 ông tuyên thệ nhậm chức lần hai. Cương lĩnh của MNR nhấn mạnh ba mục tiêu: phục hồi kinh tế (và tạo việc làm), chống tham nhũng, phát triển xã hội.

### Tổng thống người thổ dân châu Mỹ: Evo Morales

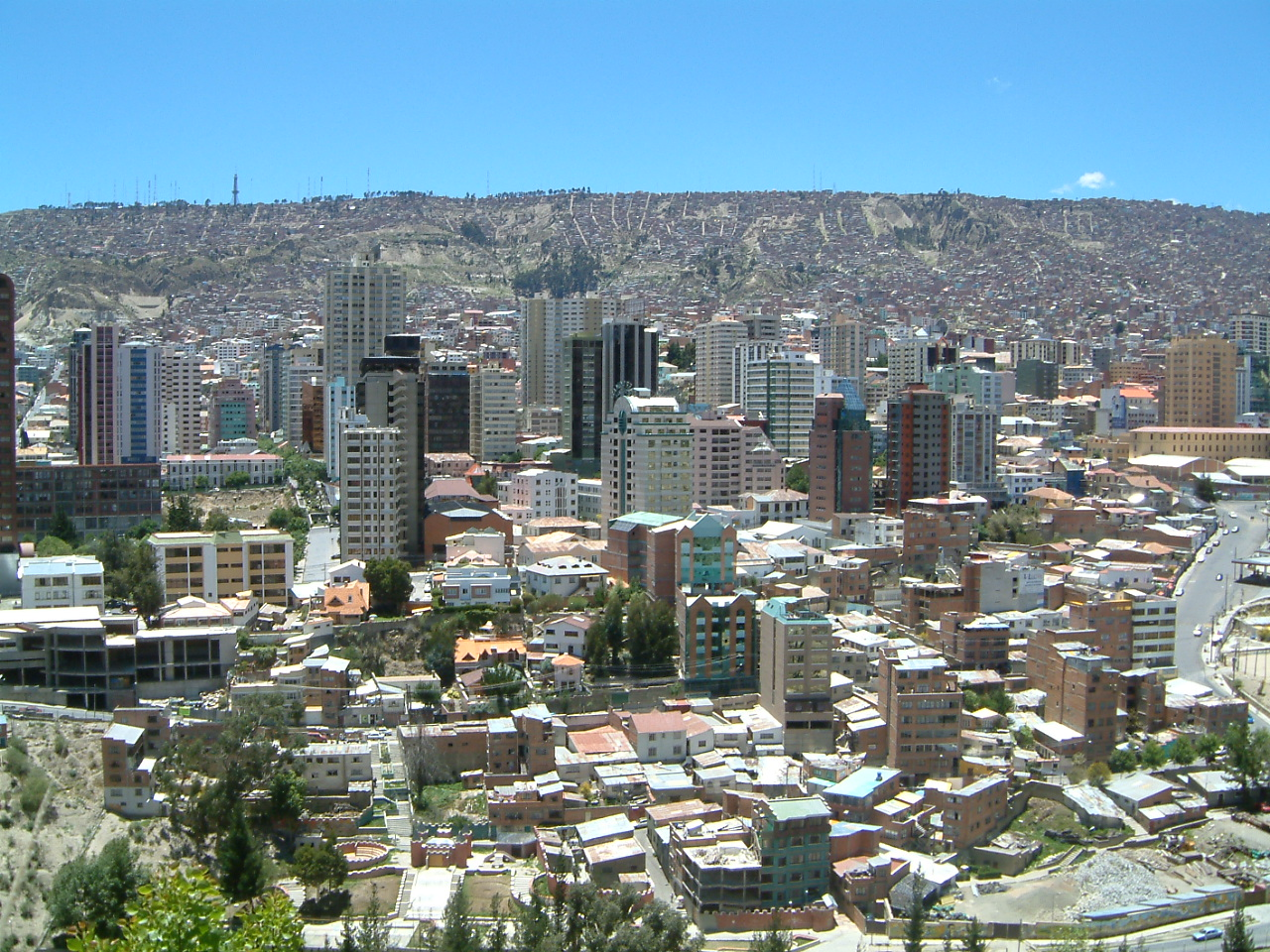
Trung tâm La Paz

Bolivia tổ chức tổng tuyển cử ngày 18 tháng 12 năm 2005. Hai ứng cử viên chính là Juan Evo Morales Ayma thuộc đảng Phong trào hướng tới Chủ nghĩa Xã hội (MAS), và Jorge Quiroga, lãnh đạo Đảng Quyền lực Dân chủ và Xã hội (PODEMOS) và cựu lãnh đạo đảng Acción Democrática Nacionalista (DNA).
Morales thắng cử với 53.74% số phiếu, chiếm tỷ lệ cao hiếm thấy trong lịch sử Bolivia. Ông tuyên thệ nhậm chức ngày 22 tháng 1 năm 2006 với nhiệm kỳ năm năm. Trước khi ông chính thức nhậm chức tại thủ đô La Paz, ông cho tiến hành trước đám đông hàng nghìn người Aymara và đại diện các phong trào cánh tả từ khắp châu Mỹ Latinh nghi thức cổ truyền cáo yết trời đất của người Aymara ở di chỉ Tiwanaku. Dù chỉ mang tính cách tượng trưng, Morales nhấn mạnh vai trò ông đại diện không những riêng của thổ dân thuộc sắc tộc Aymara, mà cả các sắc tộc nói tiếng Quechua. Đó là lần đầu tiên kể từ thế kỷ 16 khi người Tây Ban Nha chinh phục Nam Mỹ đến nay, sau hơn 500 năm bị tầng lớp hậu duệ người Âu châu cai trị, một người thổ dân bản địa mới nắm được địa vị quyền thế số một. Ông cho mình là người sang trang lịch sử mở đầu một kỷ nguyên mới cho Bolivia.
Morales với cương vị tổng thống khi chấp chính chọn chính sách đối lập với chiến dịch bài trừ ma túy của Hoa Kỳ. Trong khi Hoa Kỳ triển khai "Plan Dignidad" để loại trừ việc trồng cây coca và tiêu diệt nguồn sản xuất heroin, Morales coi cây coca là sinh kế của nông dân nghèo và bác bỏ những biện pháp ngăn cấm của Hoa Kỳ. Morales chủ trương duy trì một thị trường hợp pháp cho lá coca và khuyến khích xuất khẩu những sản phẩm coca hợp pháp.
Ngày 1 tháng 5 năm 2006, Morales thông báo kế hoạch thu hồi các doanh thương quặng mỏ hydrocarbon của Bolivia. Trên giấy tờ chính phủ tuyên bố rằng quốc hữu hóa không phải là một cuộc tước đoạt nhưng quân đội được điều động chiếm cứ 56 cơ sở sản xuất khí gas và hai nhà máy lọc dầu (của Petrobras). Hai xưởng này chiếm 90% năng suất lọc dầu của Bolivia. Morales lại ra thông báo ra hạn 180 ngày buộc mọi công ty năng lượng nước ngoài phải chuyển nhượng cho chính phủ Bolivia 82% quyền sở hữu và lợi nhuận. Mọi công ty đều tuân thủ dù miễn cưỡng. Với lượng hydrocarbon lớn, Bolivia đã thu gọn nguồn sản xuất, rồi bán lại qua hệ thống ống dẫn của Petrobras cho Brasil, một nước vốn thiếu nhiên liệu. Doanh thu quốc gia của Bolivia tăng mạnh vì sản lượng khai thác tăng gấp đôi. Riêng lợi nhuận cho công quỹ từ hydrocarbon tăng gấp bảy lần: từ $731 triệu USD lên $4,95 tỷ USD. Nạn đói nghèo và thất nghiệp giảm mạnh.
Về mặt chính trị Morales xúc tiến việc tu chính hiến pháp, lập ra hội đồng tu hiến ngày 6 tháng 8 năm 2006 để khắc phục địa vị pháp lý thua thiệt của thổ dân. Việc bàn thảo gặp bế tắc vì không đạt được được 2/3 số phiếu tối thiểu để tu chính. Morales và đồng đảng bèn đơn phương đổi quy thức, cho là chỉ cần 50% + 1 là đủ; phe đối lập liền kêu gọi dân chúng xuống đường phản đối. Nhiều cuộc biểu tình diễn ra trên khắp đất nước vào cuối năm 2006, có khi dẫn đến bạo động. Miền đông Bolivia nơi có nhiều quặng mỏ hydrocarbon thì nổ ra phong trào ly khai. Morales đành nhượng bộ, đồng ý mở cuộc trưng cầu dân ý để tu hiến chứ không dùng cơ chế quốc hội nữa.
Năm 2008 Morales đắc thế trong cuộc trưng cầu dân ý, thông qua một hiến pháp mới rồi lại tái đắc cử tổng thống năm 2009. Morales đẩy mạnh chính sách thiên tả, gia nhập BancoSur và Cộng đồng các Quốc gia Mỹ Latin và Caribe (Community of Latin American and Caribbean States).

#### Trưng cầu dân ý và ý định Tu hiến
Ngày 21 tháng 2 năm 2016, Morales mở cuộc trưng cầu dân ý lần nữa chủ trương thay đổi hiến pháp để bỏ điều khoản hạn chế tổng thống chỉ được làm ba nhiệm kỳ mà thôi để mở đường cho chính mình ra tranh ứng cử kỳ bốn. Kết quả là 51% phiếu chống việc tu chính hiến pháp. Morales thất bại. Tuy nhiên Morales đâm đơn lên Tòa án Hiến pháp và được chấp thuận năm 2017.

#### Từ chức
Tháng 10 năm 2019 Morales ra tranh cử lần thứ tư nhưng vì chỉ đạt 45% (thay vì ≥50%) nên phải qua vòng nhì với đối thủ là cựu tổng thống Carlos Mesa. Mesa được 38% số phiếu. Morales bị cáo buộc là tham nhũng và tham quyền cố vị. Morales tuyên bố thắng vòng nhì nhưng bản báo cáo của quan sát viên quốc tế thuộc Tổ chức các Quốc gia châu Mỹ thì ghi nhận là có nhiều sự "bất thường", bất tín nhiệm cuộc tuyển cử. Dân chúng rầm rộ xuống đường, phe thì ủng hộ, phe thì phản đối Morales. Chính phủ điều quân đội ra dẹp nhưng các tướng lãnh ra thông cáo sẽ không đàn áp đồng bào. Các cơ quan cảnh sát lại tham gia các cuộc biểu tình chống lại chính phủ. Ngày 10 tháng 11 New York Times loan tin rằng chỉ huy quân lực Bolivia là Tướng Williams Kaliman cũng khuyên Morales "nên từ chức để vãn hồi hòa bình và ổn định và vì lợi ích của đất nước chúng ta." Mất chỗ dựa, Evo Morales tuyên bố từ chức và đáp máy bay bỏ nước lưu vong sang México tối Thứ Hai 11 Tháng 11, 2019, chấm dứt 14 năm chấp chính. Chính phủ bỏ ngỏ vì phó tổng thống, chủ tịch Thượng viện, chủ tịch Hạ viện theo tuần tự đúng ra sẽ kế nhiệm nhưng tất cả đều từ nhiệm. Morales, cùng với các nước thiên tả México, Cuba, Nicaragua và Venezuela lên án sự việc, cho đó cuộc đảo chính quân sự.
Dầu tình hình chưa yên Phó chủ tịch Thượng viện Jeanine Áñez đã lên tiếng kêu gọi các đại diện dân cử nhóm họp để ổn định chính phủ và xúc tiến cuộc bầu cử mới. Bà được Tòa án Hiến pháp công nhận kiêm nhiệm chức vụ tổng thống Bolivia.

### Tổng tuyển cử tháng 10, 2020
Chưa đầy một năm thì Bolivia tổ chức tổng tuyển cử. Đảng Phong trào hướng tới Xã hội Chủ nghĩa của Morales đảo ngược thế cờ và thắng to dưới sự lãnh đạo của Luis Arce, người trước là tổng trưởng Bộ Kinh tế thời Morales. Đầu năm 2021 Arce ra lệnh bắt giam Jeanine Áñez vì tội tham gia đảo chánh. Áñez kêu gọi quốc tế can thiệp vì hành động của Arce là trả thù chính trị chứ không phải mục đích hình sự chính đáng.

## Địa lý

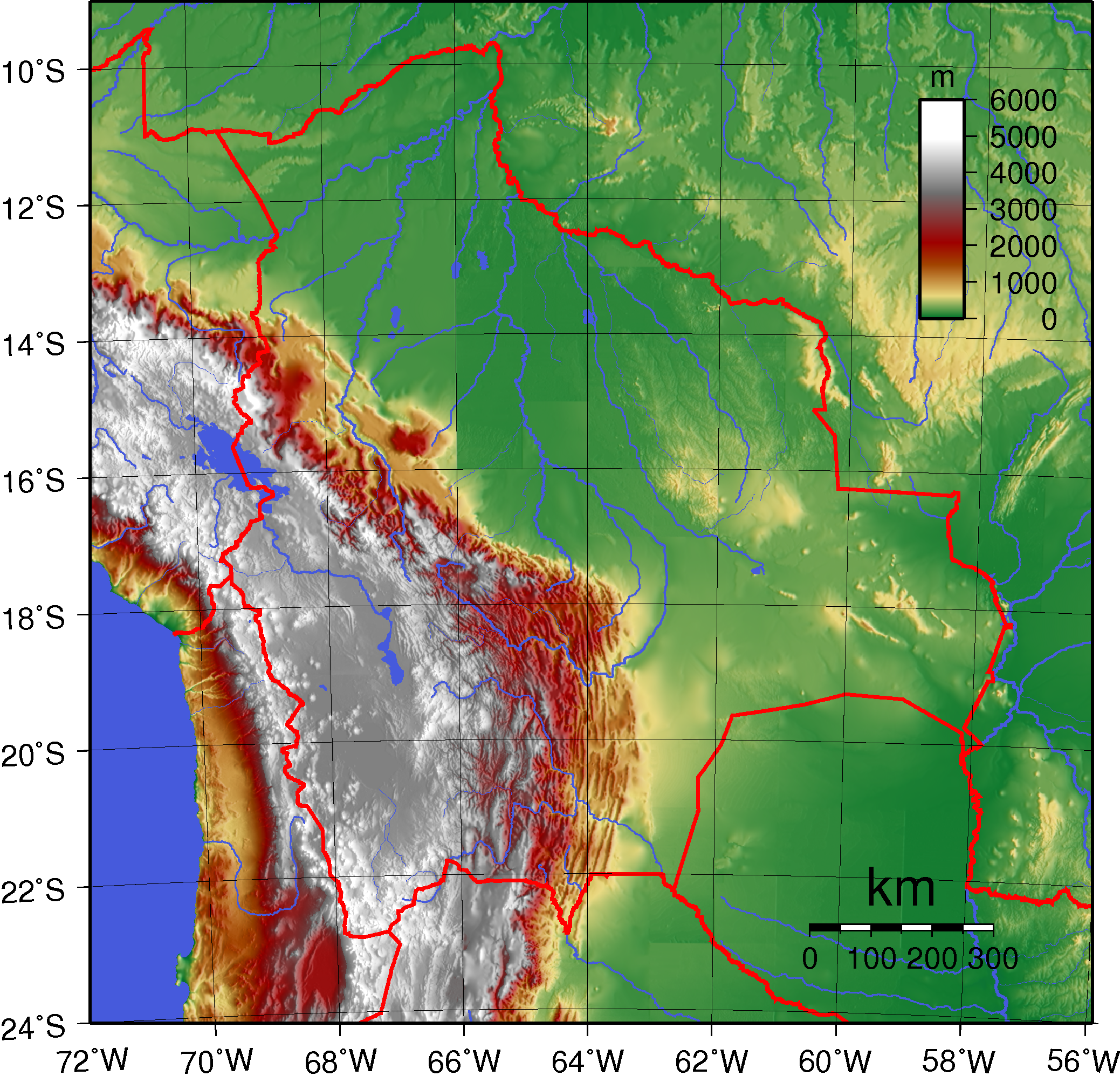
Bản đồ địa hình của Bolivia

Bolivia nằm ở vùng trung tâm của Nam Mỹ, với tọa độ 57°26'–69°38'W và 9°38'–22°53'S. Với diện tích 1.098.581 kilômét vuông (424.164 dặm vuông Anh), Bolivia là quốc gia lớn thứ 28 trên thế giới và là quốc gia lớn thứ năm ở Nam Mỹ, trải dài từ Dãy Andes xuống Gran Chaco, Pantanal và một phần rừng mưa Amazon. Trumg tâm địa lý của Bolivia được gọi là Puerto Estrella ("Star Port"), nằm trên sông Río Grande tại tỉnh Ñuflo de Chávez, phân bộ Santa Cruz.
Bolivia có rất nhiều vùng đa dạng sinh thái trong lãnh thổ Bolivia. Các cao nguyên phía tây đất nước nằm trong dãy núi Andes và gồm cả Altiplano Bolivia. Những vùng đất thấp phía đông bao gồm nhiều vùng rừng nhiệt đới Amazon và Chaco. Điểm cao nhất là Nevado Sajama ở độ cao 6.542 mét (21.463 ft) trong khu Oruro. Hồ Titicaca nằm ở biên giới giữa Bolivia và Peru. Salar de Uyuni, sông muối lớn nhất thế giới, nằm ở góc cực tây nam đất nước, trong khu vực Potosí.
Các thành phố lớn gồm La Paz, El Alto, Santa Cruz de la Sierra và Cochabamba.
Cộng hòa Bolivia không có đường bờ biển, nhưng lại có đường biên giới quốc tế trên bộ với 5 quốc gia thuộc Nam Mỹ:
1. Bolivia - Brasil: 3.400 km.
2. Bolivia - Peru: 900 km.
3. Bolivia - Chile: 861 km.
4. Bolivia - Argentina: 832 km.
5. Bolivia - Paraguay: 750 km.

### Khí hậu

Phân loại khí hậu Köppen của Bolivia

## Chính trị

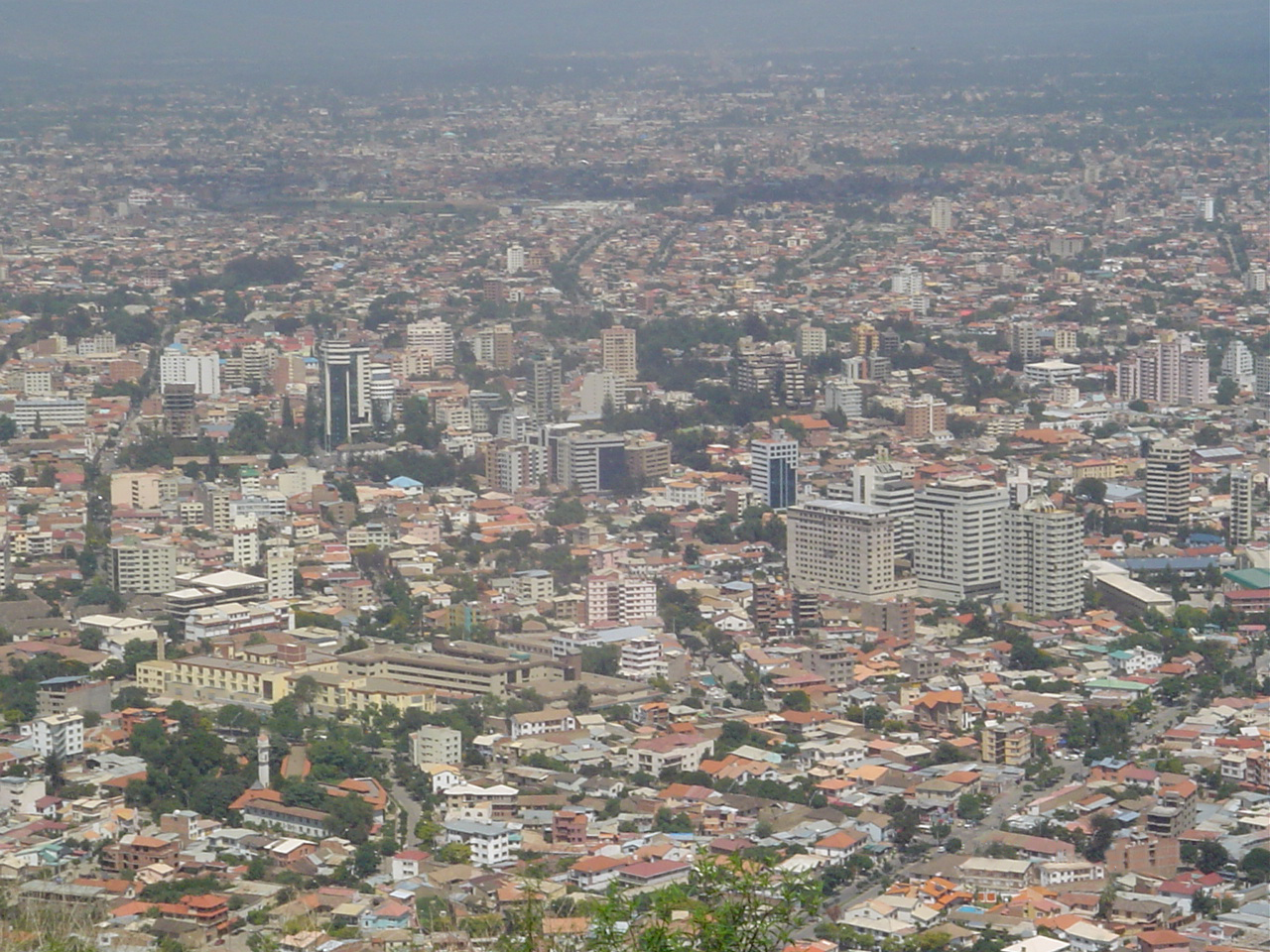
Cochabamba

Hiến pháp năm 1967, được sửa đổi năm 1994, quy định sự cân bằng giữa các quyền hành pháp, lập pháp và tư pháp. Tuy nhiên, nhánh hành pháp luôn có nhiều sức mạnh và thường tìm cách có được tiếng nói quyết định trong Nghị viện, vai trò của cơ quan này chủ yếu chỉ giới hạn trong việc tranh luận và phê chuẩn các sáng kiến lập pháp của phe hành pháp. Tư pháp, gồm Toà án tối cao và các toà án cấp khu vực và cấp thấp khác, từ lâu đã tai tiếng với nạn tham nhũng và thiếu hiệu quả. Qua các lần sửa đổi hiến pháp năm 1994, và pháp luật, chính phủ đã đề xuất các biện pháp cải cách trong hệ thống tư pháp và công việc đang được thực hiện.
Chín khu vực tại Bolivia có nhiều quyền tự trị lớn hơn theo luật Phi trung ương hoá Hành chính năm 1995. Quyền tự trị của khu vực còn tăng hơn nữa khi lần đầu tiên các Thống đốc (prefectos) khu được bầu cử trực tiếp ngày 18 tháng 12 năm 2005, sau những cuộc phản kháng kéo dài của lãnh đạo khu Santa Cruz, người ủng hộ quyền tự trị cao của các khu. Các thành phố và thị trấn Bolivia được điều hành bởi các vị thị trưởng và hội đồng do dân trực tiếp bầu ra. Những cuộc bầu cử thành phố được tổ chức ngày 5 tháng 12 năm 2004, và các hội đồng được bầu với nhiệm kỳ năm năm. Luật về sự tham gia của dân chúng tháng 4 năm 1994, trao một tỷ lệ lớn những nguồn thu quốc gia cho các thành phố tự do chi tiêu, việc này đã giúp nhiều cộng đồng thực hiện tốt những chương trình cải thiện cơ sở hạ tầng và dịch vụ.
Tổng thống được bầu với nhiệm kỳ năm năm theo phương thức phổ thông đầu phiếu. Vị tổng thống được bầu Gonzalo Sánchez de Lozada đã từ chức tháng 10 năm 2003, và được thay thế bởi phó tổng thống Carlos Mesa. Tới lượt mình Mesa lại được Thẩm phán Toà án tối cao Eduardo Rodríguez thay tháng 6 năm 2005. Sáu tháng sau, ngày 18 tháng 12 năm 2005, lãnh đạo phe xã hội người bản xứ, Evo Morales, được bầu làm tổng thống.
Hội đồng Lập pháp Đa dân tộc là cơ quan lập pháp lưỡng viện của Bolivia. Viện Dân biểu gồm 130 thành viên được bầu với nhiệm kỳ năm năm. Trong số đó thì 70 ghế do các hạt bầu lên còn 60 ghế còn lại thì cử tri bầu trực tiếp. Viện Thượng nghị sĩ gồm 27 ghế. Mỗi phân bộ có ba nghị sĩ bầu lên với nhiệm kỳ năm năm.
Theo Sách Kỷ lục Guinness, Bolivia đã trải qua 192 đợt đảo chính, nắm kỷ lục cao nhất thế giới.

### Phân cấp hành chính
Bolivia được chia thành chín phân bộ: Beni, Chuquisaca, Cochabamba, La Paz, Oruro, Pando, Potosí, Santa Cruz và Tarija. Các khu được chia tiếp thành 100 tỉnh (provincias), các tỉnh lại được chia thành nhiều tổng (cantones), và khu đô thị (municipalidades).
| Số | Phân bộ    | Thủ phủ                 |  |
| -- | ---------- | ----------------------- |  |
| 1  | Pando      | Cobija                  |  |
| 2  | La Paz     | La Paz                  |  |
| 3  | Beni       | Trinidad                |  |
| 4  | Oruro      | Oruro                   |  |
| 5  | Cochabamba | Cochabamba              |  |
| 6  | Santa Cruz | Santa Cruz de la Sierra |  |
| 7  | Potosí     | Potosí                  |  |
| 8  | Chuquisaca | Sucre                   |  |
| 9  | Tarija     | Tarija                  |  |

### Tranh chấp bờ biển với Chile
Bolivia trở thành một quốc gia nội lục từ năm 1879 sau khi mất khu ven biển Litoral cho Chile trong cuộc chiến tranh. Tuy nhiên, nước này thực sự có đường thông ra Đại Tây Dương qua sông Paraguay.
Tranh chấp giữa Chile và Bolivia bắt nguồn từ cuộc chiến tranh (1879-1883), trong đó Bolivia và đồng minh Peru bị thất bại, phải ký Hiệp ước hòa bình và hữu nghị, theo đó Bolivia mất 400 km bờ biển và 120.000km2 đất cho Chile. Bolivia sau đó tìm cách đòi lại lãnh thổ và đã nhiều lần cắt đứt quan hệ với Chile khi các nỗ lực không thành. Ngày 24.4 chính phủ của Tổng thống Bolivia Evo Morales đã kiện Chile ra Tòa án Công lý Quốc tế ở The Hague (Hà Lan) nhằm đòi lại đường ra biển Thái Bình Dương bị mất trong cuộc chiến với Chile hồi thế kỷ XIX.

## Kinh tế

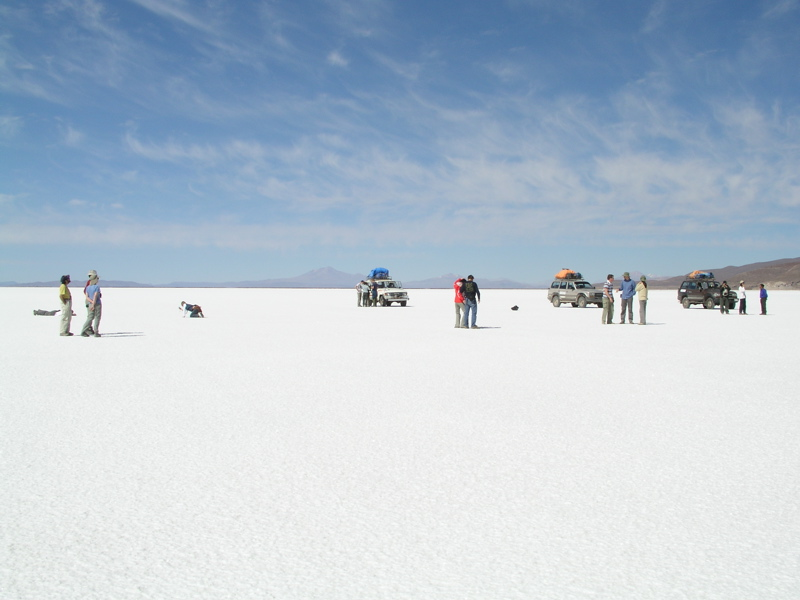
Salar de Uyuni, Sông muối lớn nhất thế giới.

Bolivia là một trong những nước nghèo nhất Nam Mỹ sau Guyana. Đây một phần vì tình trạng tham nhũng cao và vai trò thực dân của các cường quốc nước ngoài từ thời thực dân hóa. Nước này rất giàu tài nguyên thiên nhiên, và từng được gọi là một chú "lừa ngồi trên mỏ vàng". Ngoài các khu mỏ nổi tiếng, từng được biết tới từ thời Inca và sau đó bị những kẻ thực dân Tây Ban Nha khai thác, Bolivia sở hữu mỏ khí gas tự nhiên có trữ lượng lớn thứ hai Nam Mỹ sau Venezuela. Hơn nữa, El Mutún tại khu Santa Cruz chiếm 70% lượng sắt và magnesium thế giới.
Tổng sản phẩm quốc nội (GDP) năm 2016 của Bolivia đạt 35.699 tỷ dollar Mỹ, đứng thứ 95 thế giới và đứng thứ 15 khu vực Mỹ Latin. Tăng trưởng kinh tế khoảng 2.5% mỗi năm và lạm phát được cho ở mức 3% tới 4% năm 2002 (tỷ lệ này năm 2001 dưới 1%).
Tình thế kinh tế trì trệ hiện tại của Bolivia có liên quan tới nhiều yếu tố từ hai thập niên trước đây. Tai hoạ lớn đầu tiên với kinh tế Bolivia xảy ra khi giá bạc giảm mạnh trong thập niên 1980, đây là một trong những nguồn thu chính của Bolivia và cũng là một trong những ngành công nghiệp mỏ chính của họ. Tai hoạ thứ hai là sự chấm dứt của cuộc Chiến tranh lạnh cuối thập niên 1980 và đầu thập niên 1990 khi viện trợ kinh tế từ các quốc gia phương tây, những nước từng muốn giữ một chế độ thị trường tự do tại nước này thông qua hoạt động hỗ trợ tài chính, rút đi. Tai hoạ kinh tế thứ ba là chương trình xoá bỏ cây coca tại Bolivia do Hoa Kỳ hỗ trợ, cây coca Bolivia từng chiếm tới 80% nguyên liệu thô để sản xuất heroin trên thế giới ở thời đỉnh điểm. Cùng với việc sút giảm diện tích trồng coca, một nguồn thu lớn cho kinh tế Bolivia mất đi, đặc biệt cho tầng lớp nông dân.
Từ năm 1985, chính phủ Bolivia đã đưa ra một chương trình ổn định kinh tế vi mô và cải cách cơ cấu đầy tham vọng nhằm mục tiêu duy trì sự ổn định giá cả, tạo ra các điều kiện cần thiết cho sự tăng trưởng bền vựng, và giảm bớt tình trạng khan hiếm. Một cuộc cải cách khu vực hải quan lớn trong những năm gần đây cũng đã góp phần tăng tính minh bạch trong khu vực này. Những thay đổi cơ cấu quan trọng nhất trong nền kinh tế Bolivia liên quan tới việc tư bản hoá nhiều doanh nghiệp trong lĩnh vực công cộng (Tư bản hoá trong hoàn cảnh Bolivia là một hình thức tư nhân hoá theo đó những nhà đầu tư được 50% cổ phần và quyền quản lý các doanh nghiệp công cộng nếu đồng ý đầu tư trực tiếp vào doanh nghiệp với thời hạn nhiều năm chứ không phải trả tiền trực tiếp cho chính phủ).
Những cuộc cải cách lập pháp diễn ra cùng thời gian đã cho phép các chính sách tự do hoá thị trường được áp dụng, đặc biệt trong lĩnh vực hydrocarbon và viễn thông, và khuyến khích đầu tư tư nhân. Các nhà đầu tư nước ngoài được đối xử bình đẳng và quyền sở hữu công ty của nước ngoài không bị hạn chế tại Bolivia. Tuy chương trình tư bản hoá đã thành công trong việc làm tăng vọt con số đầu tư trực tiếp nước ngoài (FDI) tại Bolivia (1.7 tỷ dollar vốn trong giai đoạn 1996-2002), Dòng chảy FDI đã giảm bớt trong những năm gần đây khi các nhà đầu tư hoàn thành các nghĩa vụ tư bản hoá theo hợp đồng.
Năm 1996, ba đơn vị thuộc tập đoàn dầu khí nhà nước Bolivia (YPFB) liên quan tới khai thác hydrocarbon, sản xuất và vận tải đã được tư bản hoá, khuyến khích họ xây dựng một đường ống dẫn khí tới Brasil. Chính phủ có thoả thuận bán khí gas dài hạn cho Brazil tới tận năm 2019. Đường ống của Brazil chuyển khoảng 12 triệu mét khối (424 triệu cu. ft) mỗi ngày năm 2002. Bolivia có nguồn dữ trữ khí gas tự nhiên lớn thứ hai Nam Mỹ, và hiện lượng khí gas đang được sử dụng trong nước và xuất khẩu tới Brazil chỉ chiếm một phần nhỏ trong sản lượng khai thác tiềm năng. Chính phủ hy vọng tổ chức một cuộc trưng cầu dân ý bắt buộc năm 2004 về các kế hoạch xuất khẩu khí tự nhiên. Những cuộc phản kháng lan rộng phản đối việc xuất khẩu khí qua Chile đã buộc Tổng thống Sánchez de Lozada từ chức tháng 10 năm 2003.
Tháng 4 năm 2000, Bechtel đã ký một hợp đồng với Hugo Banzer, cựu tổng thống Bolivia, để tư nhân hoá nguồn cấp nước cho thành phố lớn thứ ba Bolivia, Cochabamba. Hợp đồng này đã được chính thức trao cho công ty con của Bechtel là Aguas del Tunari, được thành lập chuyên biệt cho dự án này. Một thời gian ngắn sau đó, công ty đã tăng gấp ba giá nước cung cấp cho thành phố, một hành động dẫn tới những cuộc biểu tình và bạo động trong số những thành phần dân cư không thể tiếp tục tiếp cận nguồn nước sạch. Thiết quân luật được tuyên bố, và cảnh sát Bolivia đã giết chết ít nhất sáu người và làm bị thương hơn 170 người biểu tình khác. Giữa tình trạng suy sụp kinh tế và bất ổn gia tăng trong nước, chính phủ Bolivia buộc phải rút lại hợp đồng nước đó. Tháng 11 năm 2001, Bechtel và đối tác đầu tư chính của họ, công ty Abengoa Tây Ban Nha, đã đưa vụ việc ra trước Trung tâm giải quyết tranh chấp đầu tư quốc tế thuộc Ngân hàng thế giới. Họ đòi chính phủ Bolivia bồi thường 50 triệu dollar (25 triệu vì những hư hại và 25 triệu cho những thiệt hại lợi nhuận). Cuộc chiến pháp lý đã thu hút sự chú ý và áp lực từ nhiều nhóm chống toàn cầu hoá và chủ nghĩa tư bản. Giữa những cuộc tuần hành phản đối và áp lực, một thoả thuận đã được ký kết tại Bolivia ngày 19 tháng 1 năm 2006. Bechtel và Abengoa Tây Ban Nha đồng ý thôi theo kiện chống Bolivia để đồi lấy khoản bồi thường 2 Bolivianos (khoảng 30 cent Mỹ).
Xuất khẩu của Bolivia đạt 1.3 tỷ dollar năm 2002, từ mức thấp 652 triệu năm 1991. nhập khẩu ở mức 1.7 tỷ dollar năm 2002. Các thuế suất tại Bolivia đều ở mức thấp 10%, với phí tư bản ở mức 5%. Thâm hụt thương mại Bolivia ở mức 460 triệu dollar năm 2002.
Thương mại của Bolivia với các nước láng giềng đang tăng trưởng, một phần nhờ nhiều thoả thuận khuyến khích thương mại cấp vùng họ đang tham gia. Bolivia là một thành viên của Cộng đồng Andes và về danh nghĩa được hưởng quyền tự do thương mại với các thành viên khác (Peru, Ecuador, Colombia, và Venezuela.) Bolivia đã bắt đầu áp dụng một thoả thuận liên hiệp với Mercosur tháng 3 năm 1997. Thoả thuận này cho phép hình thành dần dần một khu vực tự do thương mại với ít nhất 80% mặt hàng thương mại giữa các bên trong giai đoạn mười năm, dù những cuộc khủng hoảng kinh tế trong vùng đã ảnh hưởng tới tiến trình này trong một số thời điểm. Luật ưu tiên thương mại Andes và luật dược phẩm (ATPDEA) Hoa Kỳ cho phép nhiều sản phẩm của Bolivia được tự do vào nước này dựa trên cơ sở đơn phương, gồm các sản phẩm len alpaca và llama, và phải chịu hạn ngạch là các sản phẩm bông, dệt.
Hoa Kỳ vẫn là đối tác thương mại lớn nhất của Bolivia. Năm 2002, Hoa Kỳ xuất khẩu 283 triệu dollar hàng hóa tới Bolivia và nhập khẩu 162 triệu. Các sản phẩm xuất khẩu chính của Bolivia tới Hoa Kỳ gồm các sản phẩm thiếc, vàng, đá quý, và gỗ. Những món hàng nhập khẩu chính của họ từ Hoa Kỳ là máy tính, phương tiện, bột mì, và máy móc. Một hiệp ước đầu tư song phương giữa Hoa Kỳ và Bolivia đã bắt đầu có hiệu lực năm 2001.
Nông nghiệp chiếm khoảng 15% GDP Bolivia. Diện tích đất được canh tác bằng kỹ thuật hiện đại gia tăng nhanh chóng tại vùng Santa Cruz, nơi cho phép canh tác hai mùa mỗi năm. Đậu nành là loại cây trồng chủ yếu, được bán vào thị trường Cộng đồng Andes. Khai thác khoáng sản và hydrocarbons chiếm 10% GDP khác và chế tạo dưới 17%.
Chính phủ Bolivia vẫn phụ thuộc lớn vào viện trợ nước ngoài để cung cấp tài chính cho các dự án phát triển. Cuối năm 2002, chính phủ nợ các chủ nợ nước ngoài 4.5 tỷ dollar, 1.6 tỷ trong số này thuộc các chính phủ và đa phần số còn lại thuộc các ngân hàng phát triển đa phương. Đa số các khoản chi trả cho các chủ nợ là chính phủ đã bị trì hoãn nhiều lần từ năm 1987 thông qua cơ cấu Câu lạc bộ Paris. Những chủ nợ nước ngoài đồng ý điều này bởi Chính phủ Bolivia nói chung đã hoàn thành các mục tiêu tiền tệ và tài chính do các chương trình của IMF đưa ra từ năm 1987, dù các cuộc khủng hoảng kinh tế trong những năm gần đây đã làm sụt giảm thành tích kinh tế của Bolivia. Những thỏa thuận tái cơ cấu nợ do Câu lạc bộ Paris trao cho đã cho phép từng quốc gia chủ nợ cung cấp cho họ những khoản nợ tái cơ cấu với lãi suất khá thấp. Nhờ thế, một số quốc gia đã xóa bỏ nhiều khoản nợ song phương đáng kể của Bolivia. Chính phủ Hoa Kỳ đã đạt được một thỏa thuận tại cuộc họp tháng 12 năm 1995 của Câu lạc bộ Paris giảm 67% số nợ của nước này. Chính phủ Bolivia tiếp tục trả các khoản nợ cho các ngân hàng phát triển đa phương đúng hẹn. Bolivia là một nước được hưởng lợi từ chương trình Các quốc gia nợ nần nặng nề và chương trình giảm bớt gánh nặng nợ nần, vốn không cho phép họ tiếp cận các khoản vay với lãi suất thấp mới. Bolivia từng là một trong ba nước ở Tây Bán Cầu đủ tư cách được lựa chọn cho Đánh giá Thách thức Thiên niên kỷ (Millennium Challenge Account) và đang tham gia với tư các quan sát viên tại các cuộc đàm phán Thỏa thuận thương mại tự do (FTA).
Năm 2004, chính phủ đã đặt trọng tâm lớn cho chương trình phát triển các cơ sở cảng biển tại Puerto Busch trên sông Paraguay. Cách xa nữa về phía bắc Puerto Suarez và Puerto Aguirre, hiện đang được nối với sông Paraguay qua kênh tamengo, đi xuyên qua Brazil, nơi các tàu chở container cỡ trung bình đi lại. Năm 2004 khoảng một nửa lượng hàng xuất khẩu của Bolivia đi qua sông Paraguay. Khi Puerto Busch hoàn thành, những tàu biển lớn hơn có thể cập cảng tại Bolivia. Việc này sẽ giúp gia tăng mạnh tính cạnh tranh của Bolivia, theo đó họ sẽ không lệ thuộc quá nhiều vào các cảng biển nước ngoài (Peru và Chile) nữa, giảm chi phí xuất nhập khẩu. Thuốc lá do các nông dân Bolivia trồng – năm 1992, hơn 1.000 triệu tấn – thậm chí không đủ cho nhu cầu trong nước và nước này vẫn phải nhập khẩu thêm.

## Nhân khẩu
Tỷ lệ phân bố sắc tộc Bolivia được ước tính như sau: 30% người nói tiếng Quechua và 25% người nói tiếng Aymara. Nhóm ngôn ngữ lớn nhất trong khoảng ba chục nhóm ngôn ngữ bản xứ là Quechuas (2.5 triệu), Aymara (2 triệu), Chiquitano (180.000), và Guaraní (125.000). 30% còn lại là Mestizo (lai châu Âu và châu Mỹ bản xứ), và khoảng 15% được coi là người da trắng.

### Dân tộc
Dân tộc tại Bolivia (2012)
Người da trắng chủ yếu là người criollo, tộc người này chủ yếu gồm các dòng họ Tây Ban Nha hầu như chưa lai tạp, con cháu của những người Tây Ban Nha thực dân thời trước. Đây là nhóm người hầu như nắm giữ quyền quản lý đất nước từ khi nước này giành được độc lập. Các nhóm da trắng nhỏ khác là người Đức nhóm thành lập lên công ty hàng không quốc gia Lloyd Aereo Boliviano, người Italia, người Mỹ, người xứ Basque, Croatia, người Nga, người Ba Lan và các nhóm thiểu số khác, nhiều người trong số họ là hậu duệ của những gia đình đã sống tại Bolivia trong nhiều thế hệ.
Tương tự một nhóm đáng chú ý khác là cộng đồng Bolivia gốc Phi chiếm 0.5% dân số, hậu duệ của những nô lệ châu Phi đã được đưa tới làm việc tại Brazil và sau đó đã di cư xuống phía nam Bolivia. Họ chủ yếu tập trung tại vùng Yungas (các tỉnh Nor Yungas và Sud Yungas) tại khu La Paz, cách khoảng ba giờ xe từ thành phố La Paz. Cũng có một cộng đồng người Nhật Bản tập trung chủ yếu tại Santa Cruz de la Sierra, và người Trung Đông rất thành công trong hoạt động thương mại.
Bolivia là một trong những nước kém phát triển nhất Nam Mỹ. Tới hai phần ba dân số, thường là nông dân, sống trong nghèo khổ. Mật độ dân số thay đổi từ mức chưa tới một người trên kilômét vuông ở các đồng bằng phía đông nam tới khoảng mười người trên kilômét vuông (hai nhăm người trên dặm vuông) ở các cao nguyên trung tâm. Năm 2006, mức tăng dân số khoảng 1.45% mỗi năm.

### Tôn giáo
Tôn giáo tại Bolivia (2014)
Năm 2001, 78% dân số Bolivia theo Công giáo, 19% theo Tin Lành và Chính thống giáo Đông phương, 3% không tôn giáo.

### Ngôn ngữ
Khoảng 80% dân số nói tiếng Tây Ban Nha như tiếng mẹ đẻ, dù các ngôn ngữ Aymara và Quechua cũng thường gặp. Khoảng 90% trẻ em theo học tiểu học nhưng thường chỉ kéo dài một năm hoặc chưa tới một năm. Tỷ lệ biết chữ thấp tại các vùng nông thôn, nhưng theo CIA tỷ lệ biết chữ toàn quốc là 87%, tương đương với Brazil, nhưng dưới mức trung bình của Nam Mỹ. Sự phát triển văn hóa tại Bolivia ngày nay được chia thành ba giai đoạn riêng biệt: tiền Columbo, thuộc địa, và cộng hoà. Những tàn tích khảo cổ quan trọng, những đồ trang sức vàng bạc, những đền đài đá, những hiện vật gốm sứvà những mảnh vải dệt đã được tìm thấy trong nhiều nền văn hóa quan trọng thời tiền Colombo. Các tàn tích chính gồm Tiwanaku, Samaipata, Incallajta, và Iskanawaya. Quốc gia này cũng sở hữu rất nhiều di sản khác tại những địa điểm khó tiếp cận và ít được nghiên cứu khảo cổ thực sự.

### Y tế
Năm 2019, tỷ suất chết của trẻ em dưới năm tuổi là 26/1000 trẻ em và tỷ suất tử vong trẻ sơ sinh là 21,2/1000 trẻ em. Gần như tất cả trẻ em đều được tiêm chủng. Chính phủ cũng thiết lập nhiều chương trình bổ sung dinh dưỡng, bao gồm cung cấp thực phẩm miễn phí tại các văn phòng y tế, an sinh xã hội và bữa ăn trưa miễn phí trong trường học.

Từ năm 2006 đến năm 2016, tỷ lệ nghèo đói cùng cực ở Bolivia giảm từ 38,2% xuống 16.8%. Tỷ lệ trẻ em dưới năm tuổi suy dinh dưỡng mãn tính giảm 14% và tỷ suất tử vong trẻ em giảm 50%. Năm 2019, chính phủ thiết lập một chương trình bảo hiểm toàn dân được Tổ chức Y tế Thế giới đánh giá là hình mẫu cho thế giới.

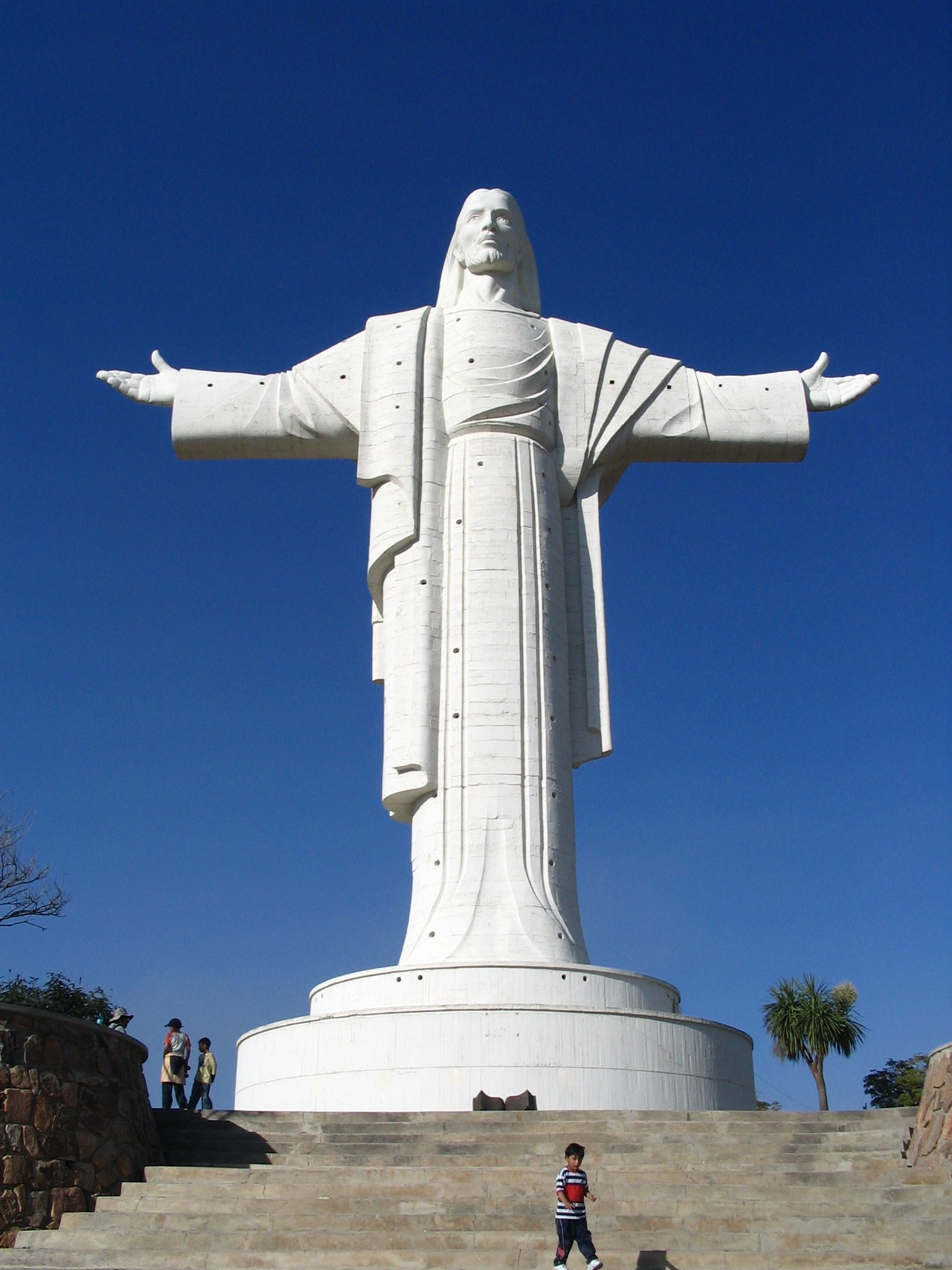
Cristo de la Concordia tại Cochabamba.

## Văn hóa
Văn hóa Bolivia từng bị ảnh hưởng mạnh mẽ bởi văn hóa Quechua, Aymara, cũng như những nền văn hóa thường thấy khác tại Mỹ Latinh.
Lễ hội nổi tiếng nhất trong số nhiều lễ hội tại quốc gia này là "carnaval de Oruro", được UNESCO tuyên bố tháng 5 năm 2001 là một trong số 19 "Kiệt tác Di sản Truyền khẩu và Phi vật thể của Nhân loại".
Các thể thao gồm bóng đá, môn thể thao quốc gia, cũng như foosball, được cả người lớn và trẻ em chơi trên những góc phố.
Các vườn thú cũng là nơi có nhiều khách tham quan với nhiều loài động thực vật độc đáo nhưng không được đầu tư đầy đủ.
Người Tây Ban Nha đã mang tới đây nghệ thuật tôn giáo truyền thống của riêng họ, dưới bàn tay những người dân địa phương, các công nhân xây dựng người mestizo và những người thợ thủ công nó đã trở nên phong phú và phát triển thành một phong cách kiến trúc, hội họa, và điêu khắc khác biệt, được gọi là "Mestizo Baroque". Giai đoạn thuộc địa không chỉ để lại những bức hoạ của Pérez de Holguín, Flores, Bitti, và những người khác mà còn cả những tác phẩm xuất sắc của những người thợ đá, thợ chạm gỗ, thợ kim hoàn vô danh. Một phần quan trọng trong âm nhạc tôn giáo baroque truyền thống thời kỳ thuộc địa đã được tái hiện trong những năm gần đây và từng được biểu diện và hoan nghênh trên khắp thế giới từ năm 1994.
Các nghệ sĩ điêu khắc Bolivia trong thế kỷ hai mươi gồm Guzmán de Rojas, Arturo Borda, María Luisa Pacheco, và Marina Núñez del Prado.
Bolivia có một truyền thống dân gian phong phú. Âm nhạc dân gian của họ đặc trưng và đa dạng. "Những điệu múa ma quỷ" tại carnival Oruro hàng năm là một trong những sự kiện dân gian nổi tiếng nhất Nam Mỹ, và tại một lễ hội khác ít được biết hơn là Tarabuco.

### Chính phủ
- Agencia Para el Desarrollo de la Sociedad de la Informacion en Bolivia Lưu trữ ngày 11 tháng 9 năm 2008 tại Wayback Machine Agency for the Development of the Society of Information in Bolivia. Official web portal of the Bolivian Government.
- Presidencia de la Republica de Bolivia Lưu trữ ngày 5 tháng 10 năm 2008 tại Wayback Machine Office of the President of the Republic of Bolivia.
- Vicepresidencia de la Republica de Bolivia, Presidencia del Congreso Nacional Lưu trữ ngày 5 tháng 9 năm 2008 tại Wayback Machine Official web portal of the Office of the Vice-President of the Republic of Bolivia, President of the Senate and President of the Commission of Congress.
- Poder Judicial de la Republica de Bolivia Lưu trữ ngày 10 tháng 10 năm 2008 tại Wayback Machine Official web portal of the Bolivian Judicial Branch, which includes the Supreme Court of Bolivia, Constitutional Court, Agrarian Tribunal, Superior Courts and Judicial Council.
- Congreso Nacional de la Republica de Bolivia Lưu trữ ngày 19 tháng 10 năm 2008 tại Wayback Machine Official web portal of the Bolivian National Congress, which includes the Presidency of the National Congress, the National Senate and the House of Representatives.
- Corte Nacional Electoral Lưu trữ ngày 1 tháng 12 năm 2008 tại Wayback Machine Official web portal of the National Electoral Court of Bolivia. Electoral Organism of Bolivia.
- Asamblea Constituyente de la Republica de Bolivia Lưu trữ ngày 29 tháng 12 năm 2007 tại Wayback Machine Official web portal of the Constituent Assembly of Bolivia.
- Instituto Nacional de Estadistica Lưu trữ ngày 27 tháng 10 năm 2009 tại Wayback Machine Official web portal of the Statistics National Institute of Bolivia.

### Thông tin chung
- Public Opinion in Bolivia Lưu trữ ngày 13 tháng 8 năm 2007 tại Wayback Machine
- Election Tracker-Bolivia Lưu trữ ngày 22 tháng 11 năm 2008 tại Wayback Machine
- Encyclopaedia Britannica - Bolivia's Country Page
- Congressional Research Service (CRS) Reports regarding Bolivia Lưu trữ ngày 22 tháng 4 năm 2008 tại Wayback Machine

### Truyền thông
| Tìm hiểu thêm về Bolivia tại các dự án liên quan |                                   |
| Tìm kiếm Wiktionary                              | Từ điển từ Wiktionary             |
| Tìm kiếm Commons                                 | Tập tin phương tiện từ Commons    |
| Tìm kiếm Wikinews                                | Tin tức từ Wikinews               |
| Tìm kiếm Wikiquote                               | Danh ngôn từ Wikiquote            |
| Tìm kiếm Wikisource                              | Văn kiện từ Wikisource            |
| Tìm kiếm Wikibooks                               | Tủ sách giáo khoa từ Wikibooks    |
| Tìm kiếm Wikiversity                             | Tài nguyên học tập từ Wikiversity |

- Agencia Boliviana de Información (ABI)
- Energy Press
- El Diario - La Paz
- La Razón - La Paz
- La Prensa - La Paz
- La Jornada - La Paz
- El Deber - Santa Cruz
- El Mundo - Santa Cruz
- El Nuevo Día - Santa Cruz Lưu trữ ngày 14 tháng 9 năm 2005 tại Wayback Machine
- Los Tiempos - Cochabamba
- Opinión - Cochabamba
- La Patria - Oruro
- Correo Del Sur - Sucre
- El País - Tarija
- Nuevo Sur - Tarija Lưu trữ ngày 15 tháng 3 năm 2010 tại Wayback Machine
- El Potosí - Potosí
- La Palabra del Beni - Beni Lưu trữ ngày 1 tháng 6 năm 2020 tại Wayback Machine
- Bolivia Web Tv

### Quân đội
- Ministerio de Defensa de Bolivia Lưu trữ ngày 30 tháng 10 năm 2008 tại Wayback Machine Ministry of Defense.
- Ejercito piooop Lưu trữ ngày 19 tháng 1 năm 2007 tại Wayback Machine

### Văn hoá bản xứ
- 'Coca is a way of life' (The Guardian's article)

### Ảnh
- Bolivian Slow Picture Gallery Lưu trữ ngày 7 tháng 10 năm 2017 tại Wayback Machine People and landscapes from the Altiplano
- Photos of Bolivia Variety of photos free for personal use
- Photos of Bolivia Lưu trữ ngày 27 tháng 4 năm 2007 tại Wayback Machine

### Sức khoẻ
- Virtual Library of Public Health Lưu trữ ngày 1 tháng 11 năm 2008 tại Wayback Machine